# Ussurohelcon annulicornis
Ussurohelcon annulicornis är en stekelart som beskrevs av Van Achterberg 1994. Ussurohelcon annulicornis ingår i släktet Ussurohelcon och familjen bracksteklar. Inga underarter finns listade i Catalogue of Life.